# 铜钱乡 (康县)
铜钱乡，是中国甘肃省陇南市康县下辖的一个乡镇级行政单位。

## 行政区划
铜钱乡共辖以下地区：
天池村、白杨坪村、王家河村、铜钱坝村、双河村、张鹏村、八仙位村、罗家坪村、郝家坪村、环路村、亮垭村、茶味沟村、麻园村。